# A Revolução
A Revolução é o nono álbum de estúdio da banda Catedral, lançado em 1998, sendo o último trabalho da banda pela gravadora MK Music. A obra elogiada pela crítica especializada foi a mais popular do grupo no meio cristão, diversificando várias sonoridades e letras de várias temáticas, mas com ênfase do amor de Deus.
Por conta de uma briga judicial entre a banda e a MK Music, a gravadora parou de vender a obra e todas do Catedral lançadas pelo selo.
Em 2018, foi considerado o 75º melhor álbum da década de 1990, de acordo com lista publicada pelo Super Gospel.

## Faixas
1. "Somos todos Iguais"
2. "Quem Sabe"
3. "A Revolução"
4. "Os Filhos de Caim"
5. "A Beleza Eterna"
6. "Eu Tenho"
7. "Teu Amor"
8. "O Sonho"
9. "Onde o Amor Reinar"
10. "Por te Conhecer"
11. "Com Você"

## Ficha técnica
- Kim: Vocais
- Júlio Cesar: Baixo
- José Cezar Motta: Guitarra base e solo
- Eliaquim Guilherme Morgado: Bateria